# Akademischer Alpenclub Bern
Der Akademische Alpenclub Bern (AACB) ist ein Akademischer Gebirgsverein in Bern.

## Tätigkeiten und Geschichte
1910 zählte der AACB 35 Mitglieder. Er übernahm die Bietschhornhütte und die Mitglieder hatten insgesamt 380 Gipfel und Pässe in den Schweizeralpen und im Kaukasus besucht, davon 93 Skitouren.
Am 26. November 1924 wurde der Schweizerische Akademische Skiclub (SAS) von den AACB-Mitgliedern Willy Richardet, Walter Amstutz und Hermann Gurtner gegründet.
Ursprünglich bestand der Club ausschliesslich aus Akademikern, seit vielen Jahren werden auch Nicht-Akademiker aufgenommen. Frauen können seit 1984 Mitglied werden.
Der Club fördert den Alpinismus und den Bergsport und pflegt die Freundschaft. Er führt Berg-, Ski- und Klettertouren und Kurse durch, beteiligt sich am Bau und Unterhalt von Clubhütten, schliesst Vergünstigungsvereinbarungen mit anderen alpinen Organisationen (Gegenrechtsverhältnis) und organisiert gesellige Zusammenkünfte (Vortragsabende, Feste).

## Hütten

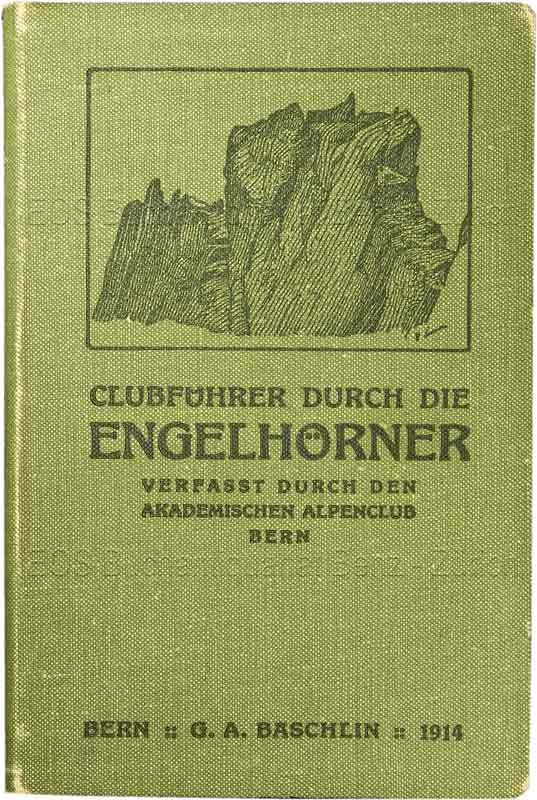
Engelhornführer AACB 1914

Der AACB unterhält drei Hütten.
- Bietschhornhütte
- Engelhornhütte
- Schmadrihütte

## Zugehörigkeit und Gegenrecht
Der AACB gehört der Fédération des Club Alpin Académiques de Suisse (FCAAS) an, welche wiederum in der Union Internationale des Associations d’Alpinisme (UIAA) vertreten ist. Mit diesem Anschluss ist er gleichberechtigt mit den Mitgliedern anderer alpiner Vereinigungen und seine Mitglieder geniessen das Anrecht von reduzierten Taxen. Im Gegenzug gewährt er in seinen Hütten den Mitgliedern der anderen Alpenvereine vergünstigte Übernachtungstarife.

## Expeditionen
- Ostgrönland 1952
- Bei der von der Schweizerischen Stiftung für Alpine Forschung initiierten Schweizerischen Himalaya-Expedition von 1956 wurde der Mount Everest zum zweiten und dritten Mal und der Lhotse erstmals bestiegen. Mitglieder des AACB waren massgeblich an der Expedition beteiligt. Albert Eggler war Expeditionsleiter. Hansruedi von Gunten gelang zusammen mit Dölf Reist die Drittbesteigung des Mount Everest.
- Dänische Dr. Lauge Koch-Expedition 1957, 1958
- Ruwenzori 1958
- Spitzbergen 1960

## Bekannte Mitglieder
- Walter Amstutz (1902–1997)
- Wolfgang Diehl (1908–1990), Ehrenmitglied
- Albert Eggler (1913–1998)
- Christian Albert Hitz (1883–1954)
- Hans Kuhn (1884–1980), Gründungsmitglied
- Hans Lauper (1895–1936)
- Bernardo Moser, Präsident
- Werner Munter (* 1941), Ehrenmitglied
- Fritz Rüfenacht, Präsident
- Walther Rytz (1882–1966), Gründungsmitglied
- Paul Rudolf Eduard Simon (1885–1943)
- Hansruedi von Gunten (1928–2021), Ehrenmitglied
- Hans-Fritz von Tscharner (1905–1984)
- Monique Walter, Präsidentin 1993–1998
- Edouard Wyss-Dunant (1897–1983), Ehrenmitglied

## Publikationen
- Clubführer durch die Engelhörner. Verfasst durch den Akademischen Alpenclub Bern, Verlag von G. A. Bäschlin., Bern 1914.
- 100 Jahre AACB: Akademischer Alpenclub Bern 1905–2005. Verlag Akademischer Alpenclub Bern, Bern 2005.
- AACB: Archiv der Beiträge in den Jahresberichten von 1905 bis 2016